# 스이타역 (한큐 전철)
스이타역(일본어: 吹田駅, すいたえき)은 일본 오사카부 스이타시에 소재하는 한큐 전철 센리 선의 역이다. 역 번호는 HK-89이다. JR역에는 도보로 30분이다.
인근에는 서일본여객철도(JR 서일본) 도카이도 본선의 스이타 역이 있고, 스이타 시민은 두 역을 구별하기 위해서, JR 서일본의 스이타 역을 "JR 스이타", 한큐 전철의 스이타 역을 "한큐 스이타"라고 부른다.
한큐 스이타역이다.

## 역사
1964년에 옛 스이타 역과 시청 앞역을 통합하고 개통한 역으로, 역명판에는 "스이타 시청앞"이라는 부역명이 추가되어 있다. 현재의 역 위치는 예전 시청 앞역에 해당하는 한편, 옛 스이타 역은 도카이도 본선의 동쪽에 있었다. 두 역간의 거리는 200m로 짧고 정차 중인 열차에서 이웃역을 볼 수 있었지만, 짧은 역간 거리로 인하여 열차 편성의 장대화에 따른 역간 거리의 재검토로 통합이 이루어졌다.
통합 후에도 옛 스이타 역의 승강장이었다는 유적들이 상행선(기타센리 행) 쪽에 있다.
- 1921년 4월 1일: 기타오사카 전기철도 주소 ~ 도요쓰 역 구간 개통과 동시에 개업하였을 때, 히가시스이타역, 니시스이타역이 설치됨.
- 1923년 4월 1일: 노선 양도에 의하여 신케이한 철도역이 됨.
- 1930년 9월 15일: 회사 합병으로 게이한 전기철도 센리야마 선의 역이 됨.
- 1943년 10월 1일: 회사 합병으로 두 역이 모두 게이한신 급행전철(현, 한큐 전철)의 역이 됨과 동시에 히가시스이타 역을 스이타역에, 니시스이타 역을 시초마에역으로 역명 변경.
- 1964년 4월 10일: 스이타 역과 시초마에 역을 통합하여 새로운 스이타 역 영업 개시.
- 1967년 3월 1일: 센리야마 선이 센리 선으로 노선명이 변경되어 당역도 본 소속이 됨.
- 1985년 4월 1일: 북문의 기타센리 방향에 개찰구 설치. 이 때는 자동 개찰기가 설치되었지만 자동 매표기가 설치되지 않았고, 구내 건널목은 매표기가 설치된 동년 가을에 폐지되었다.
- 2013년 12월 21일: 역 번호 도입.

## 역 구조
상대식 승강장 2면 2선의 지상역이다. 분기기, 절대 신호가 없어 정류장으로 분류된다. 개찰구는 JR 스이타 역에 가까운 남쪽 개찰구와 메이 시어터에 가까운 북쪽 개찰구 총 2곳이 있다. 남쪽 개찰구는 지하에 있어 보행자용 도로로서의 역할도 하고 있다. 북쪽 개찰구는 지상부에 있는 상하행 승강장이 따로 있다. 1985년 가을까지 북쪽 개찰구에 구내 건널목이 설치되었다. 구내 건널목의 철거 후에는 쌍방의 플랫폼은 남쪽 개찰구 쪽 지하도로 연결된다.

### 승강장
| 남 | ■ 센리 선(하행) | 미나미센리・야마다・기타센리 방면                      |
| 북 | ■ 센리 선(상행) | 오사카 (우메다)・덴가차야・교토・고베・다카라즈카 방면 |

※ 승강장 번호는 설정되지 않았다.

## 역 주변
역 주변은 스이타 시의 행정중심지이다. JR 서일본의 스이타 역은 직선 거리로 600m 정도 떨어져 있다. 또, 인근 거리에 도카이도 본선(JR 교토 선)의 가드가 있다.
- 야마토 대학
- 스이타 시청
- 스이타 상공회의소
- 메이 시어터
- 가타야마 공원
  - 스이타 시 국립 중앙 도서관
  - 스이타 시 가타야마 시민 체육관
  - 스이타 시 가타야마 시민 수영장
- 스이타시 종합 복지 회관
- 스이타 보건소
- 스이타 간이 재판소
- 이즈미도노미야
- 스이타 우체국
  - 유초 은행 스이타점
- 스이타 이즈미 우체국
- 국도 제479호선 (내환상선) - 역의 바로 북쪽으로 입체교차된다.
- 아사히 맥주 스이타 공장

## 한큐 스이타 역과 JR 스이타 역
한큐와 JR 서일본에서 같은 명칭을 쓰고 있다는 점에서 역에는, 다른 다카라즈카역이나 이타미 역(이타미 역 (한큐 전철)・이타미 역 (서일본 여객철도)), 쓰카구치 역(쓰카구치 역 (한큐 전철)・쓰카구치 역 (서일본 여객철도))이 있지만, 스이타 역은 이타미 역이나 쓰카구치 역과 마찬가지로 JR 역사와 거리가 떨어져 있다.
스이타 역의 타회사끼리는 도보로 불가능한 거리는 아니지만 교토나 시가 방면에서 간사이 대학으로 통학하는 학생들의 일부 등이 환승역으로 사용하는 정도가 존재하여, 현지 주민 이외의 사람들이 이용할 때 등으로 혼란을 초래하는 경우가 있다. 또한, 한큐 버스의 가장 가까운 정류소는 JR 스이타 역이 JR 스이타 및 JR 스이타키타구치이고, 한큐 스이타 역은 스이타 시청앞(한큐 스이타)이다. 구 스이타 역과 시청 앞역이 있던 시대는 일본국유철도(국철) 스이타 역이 국철 스이타 역 앞, 시청 앞역이 스이타 시청앞, 구 스이타 역이 한큐 스이타였다.

## 사진

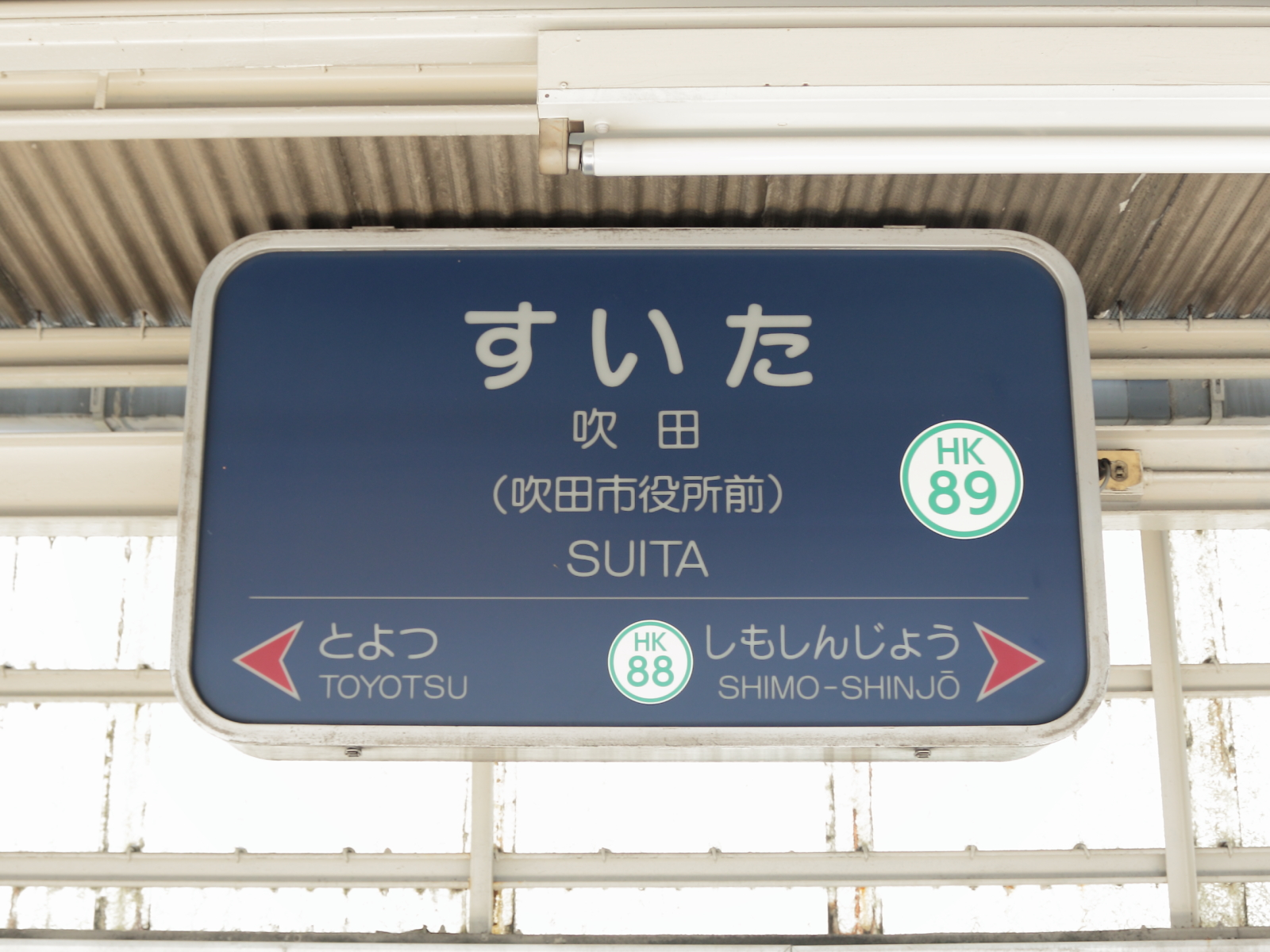
역명판

## 인접역
| 한큐 전철 ■ 센리 선                    | 한큐 전철 ■ 센리 선 | 한큐 전철 ■ 센리 선        |
| -------------------------------------- | ------------------- | -------------------------- |
| HK-88 시모신조 덴진바시스지 6초메 방면 |                     | 도요쓰 HK-90 기타센리 방면 |